# Raión de Vashki
El raión de Vashki (ruso: Ва́шкинский райо́н) es un distrito administrativo y municipal (raión) ruso perteneciente a la óblast de Vólogda. Se ubica en el noroeste de la óblast. Su capital es Lipin Bor.
En 2023, el raión tenía una población de 6148 habitantes. El raión se extiende sobre las áreas rurales ubicadas al norte del lago Béloye. El topónimo del raión deriva del dialecto regional del vepsio (que ya no se habla en esta zona), en el que vaskala es la palabra coloquial para referirse al pez Alburnus alburnus, que aparece en la bandera y escudo del raión. La aldea homónima fue la capital del raión entre 1927 y 1938, pero actualmente es un pequeño caserío de medio centenar de habitantes.

## Subdivisiones
Comprende 188 localidades rurales, agrupadas en tres asentamientos rurales: Andréyevskaya, "Kisnema" (con sede en Tróitskoye) y Lipin Bor.